# Rezerwat Olokiemski
Rezerwat Olokiemski (ros. Государственный природный заповедник «Олекминский») – ścisły rezerwat przyrody (zapowiednik) na terenie Jakucji w Rosji. Znajduje się w ułusie olokmińskim. Jego obszar wynosi 8471,02 km², a strefa ochronna 776 km². Rezerwat został utworzony dekretem rządu Rosyjskiej Federacyjnej Socjalistycznej Republiki Radzieckiej z dnia 1 marca 1984 roku. Dyrekcja rezerwatu znajduje się w miejscowości Olokminsk.

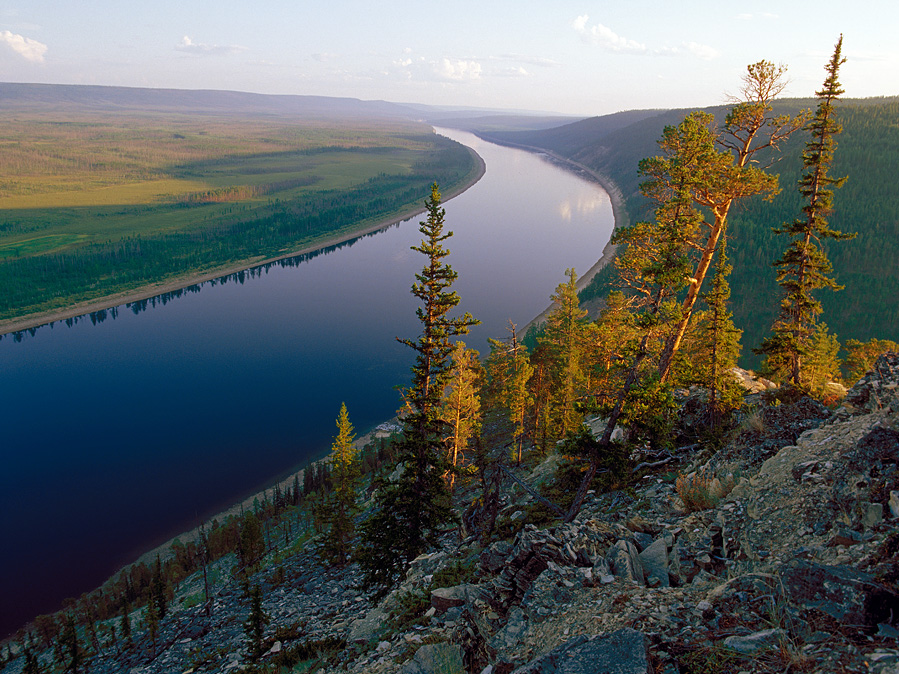
Rzeka Olokma

## Opis
Rezerwat znajduje się w południowej części Jakucji, w miejscu gdzie Płaskowyż Nadleński przechodzi na południu w Wyżynę Ałdańską. Został utworzony w celu zachowania w stanie nienaruszonym, nietkniętego przez człowieka, dużego fragmentu tajgi syberyjskiej. Najbliższa, niewielka wieś Kudu-Kjujol znajduje się w odległości 80 km od rezerwatu.
Pagórkowata rzeźba terenu na północy (Płaskowyż Nadleński) przechodzi na południu w góry (Wyżyna Ałdańska), których szczyty osiągają wysokość do 1000 m n.p.m. Przez rezerwat płynie ponad 85 rzek. Największymi są Olokma (dopływ Leny), Amga i Tuolba. Całe terytorium rezerwatu znajduje się na obszarze wiecznej zmarzliny o grubości od 100 do 200 metrów.
Klimat na terenie rezerwatu jest kontynentalny. Minimalne temperatury sięgają -60 °C, a maksymalne +40 °C. Pokrywa śnieżna utrzymuje się przez około 200 dni w roku. Średnia temperatura w styczniu to -33 °C , a w lipcu +17 °C. 

## Flora
Prawie całe terytorium rezerwatu zajmuje tajga górska (87,9% powierzchni). Tworzą ją w większości modrzew dahurski i brzoza z gatunku Betula platyphylla (53,4% powierzchni) oraz sosna zwyczajna, świerk syberyjski i jodła syberyjska (28,9% powierzchni). W dolinach rzecznych rośnie brzoza karłowata. W rezerwacie występuje 666 gatunków roślin naczyniowych. 

## Fauna
Fauna rezerwatu jest typowa dla Azji Północnej. Żyje tu ponad 40 gatunków ssaków, około 180 gatunków ptaków, 2 gatunki gadów, 3 gatunki płazów i 18 gatunków ryb.
Ssaki to m.in. soból tajgowy, rosomak tundrowy, wilk rosyjski, ryś euroazjatycki, gronostaj europejski, wydra europejska, lemingowiec leśny, nornica szaroruda, łasica syberyjska, polatucha syberyjska, niedźwiedź brunatny, łoś euroazjatycki, jeleń szlachetny, szczekuszka północna, renifer tundrowy, piżmowiec syberyjski).
Z ptaków są to m.in. jarząbek zwyczajny, puszczyk mszarny, sowa jarzębata, włochatka zwyczajna, dzięcioł trójpalczasty, cietrzew zwyczajny, słowiczek rubinowy, drozdaczek ciemny, kamieniuszka, orzeł przedni, rybołów, bocian czarny, żuraw białogłowy, sokół wędrowny.